# Relaciones entre España y Barbados
Las relaciones Barbados-España son los vínculos bilaterales entre estos dos países. Barbados no tiene embajada en España, pero su embajada en Bruselas está acreditada para España. España tampoco tiene embajada residente en Barbados, pero la embajada española en Puerto España, Trinidad y Tobago está acreditada para este país, además España cuenta con un Consulado Honorario en Bridgetown.

## Relaciones históricas

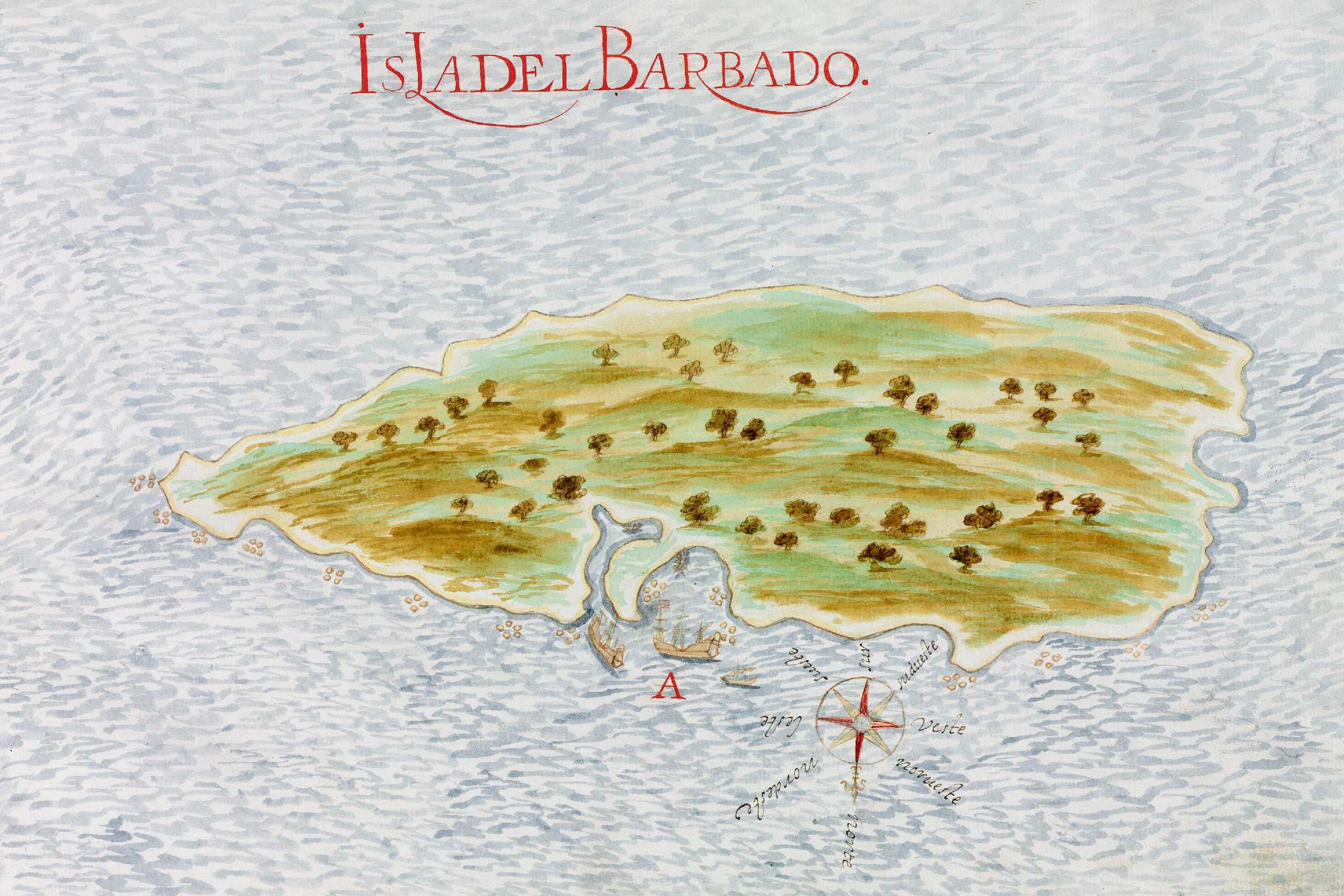
Mapa español de la "isla del Barbado" de 1632.

Antes de las observaciones de Campos en 1536 y 1550, cronistas oficiales de indias antillanas afirman que las expediciones colombinas exploraron tempranamente estas áreas insulares y que estas o sus expediciones derivadas ya tenían incluidas el conjunto de islas antillanas (mayores y menores) a la corona de España antes de las expediciones corsarias. En el periodo de tiempo de 1536 a 1662 también fue ocupada por los portugueses, y les fue disputada por los ingleses desde 1620.
- Inglaterra no disponía de legitimidad ni autorización en el «derecho de gentes» de la época o Tratado de Tordesillas para poblar o disponer soberanía en América, aunque la isla, con grandes y profundas grutas, fue refugio de piratas y corsarios.

Los cronistas españoles proporcionan escasas noticias históricas de los habitantes aborígenes de algunas de estas islas, salvo menciones de que algunas estaban pobladas por indios que los relatores nominaban genéricamente caribes, cuya cultura era antropófaga y también poblaban en estos archipiélagos (voz marinera española del siglo XVI), siendo esta a menudo la razón principal del despoblamiento de españoles tras desistir a poblar por diferentes incidentes con estos o con corsarios. La isla aparece en antiguos mapas cartográficos difundidos en Europa nominada como isla Barbudos comprendidas estas áreas con el apelativo genérico caníbales insulae:
- Isla de la Trinidad, Tabago, Granada, Granadillos, Bequia, San Vicente, Santa Lucía, Martinino, Dominica, Marigalante, Santos, Guadalupe, Deseada, Antigua, Monserrate, Barbada, Barbudos y muchas otras.

Antonio de Herrera y Tordesillas menciona también la isla (1516 - 1519) diciendo:

...y que los indios que se habían traído de la isla de los Barbudos, i Gigantes estuviesen en la Española, de la misma manera que los naturales, i con el mismo tratamiento: favoreciere a todos los que trataren de hacer planteles, ingenios de azúcar, seda i otras grangerias, para que la isla se poblase, i que fuesen relevados todos los vecinos, en cuanto se pudiere, i procurase que los deudores fueren esperados de sus acreedores sin apremiarlos demasiado. (...)

- El marino y cartógrafo Juan Escalante de Mendoza dibujo esta isla entre las derrotas atlánticas.

## Relaciones diplomáticas
La Embajada residente en Puerto España (Trinidad y Tobago) está acreditada ante las Autoridades barbadenses. El Embajador Javier María Carbajosa Sánchez presentó sus Cartas Credenciales ante el Gobernador General de Barbados en septiembre de 2017.

## Cooperación
Hasta el verano de 2012 una lectora de la Agencia Española de Cooperación Internacional al Desarrollo (AECID) desempeñó sus labores en la Universidad de las Indias Occidentales (UWI) de Barbados, impartiendo clases de español y organizando un programa de intercambio de estudiantes barbadenses y españoles. A partir de 2015, se volverá a poner en marcha este lectorado español con la Universidad de Barbados.